# High Rock Range
High Rock Range är en bergskedja i Kanada. Den ligger i provinserna Alberta och British Columbia, i den västra delen av landet, 2 900 km väster om huvudstaden Ottawa. Den utgör en 117 km lång del av Kanadensiska Klippiga bergen.

## Berg och bergstoppar
1. Mount Rae - 3 218 m ö.h.
2. Mist Mountain - 3 140 m ö.h.
3. Tornado Mountain - 3 099 m ö.h.
4. Courcelette Peak - 3 044 m ö.h.
5. Mount Lyall - 2 951 m ö.h.
6. Beehive Mountain - 2 895 m ö.h.
7. Mount Armstrong - 2 793 m ö.h.
8. Crowsnest Mountain - 2 785 m ö.h.
9. Mount Muir - 2 758 m ö.h.
10. Allison Peak - 2 646 m ö.h.